# Raya și ultimul dragon
Raya și ultimul dragon este un film de animație produs de Walt Disney Pictures și Walt Disney Animation Studios, fiind cel de-al 59-lea film produs de studio. Filmul este regizat de Don Hall și Carlos López Estrada și co-regizat de Paul Briggs și John Ripa. Scenariul aparține lui Qui Nguyen și Adele Lim.

## Distribuție originală
- Kelly Marie Tran - Raya (voce)
- Awkwafina - Sisu (voce)

## Distribuție în limba română
- Bibi - Naamari Tânără
- Alexandru Potocean - Benja [2]